# Чемпіонат світу з дзюдо 2022
Чемпіонат світу з дзюдо 2022  пройшов у Ташкенті, Узбекистан з 6 по 13 жовтня 2022 року.

## Медальний залік
*   Країна-господарка ( Узбекистан)
| Місце                | Країна               | Золото | Срібло | Бронза | Загалом |
| -------------------- | -------------------- | ------ | ------ | ------ | ------- |
| 1                    | Японія               | 5      | 4      | 3      | 12      |
| 2                    | Бразилія             | 2      | 1      | 1      | 4       |
| 3                    | Узбекистан           | 2      | 0      | 0      | 2       |
| 4                    | Монголія             | 1      | 1      | 1      | 3       |
| 5                    | Хорватія             | 1      | 1      | 0      | 2       |
| 6                    | Грузія               | 1      | 0      | 3      | 4       |
| 6                    | Франція              | 1      | 0      | 3      | 4       |
| 8                    | Куба                 | 1      | 0      | 0      | 1       |
| 9                    | Канада               | 0      | 2      | 1      | 3       |
| 10                   | Італія               | 0      | 1      | 1      | 2       |
| 11                   | Бельгія              | 0      | 1      | 0      | 1       |
| 11                   | Велика Британія      | 0      | 1      | 0      | 1       |
| 11                   | КНР                  | 0      | 1      | 0      | 1       |
| 11                   | Німеччина            | 0      | 1      | 0      | 1       |
| 15                   | Азербайджан          | 0      | 0      | 2      | 2       |
| 15                   | Казахстан            | 0      | 0      | 2      | 2       |
| 15                   | Нідерланди           | 0      | 0      | 2      | 2       |
| 15                   | Південна Корея       | 0      | 0      | 2      | 2       |
| 19                   | Австрія              | 0      | 0      | 1      | 1       |
| 19                   | Китайський Тайбей    | 0      | 0      | 1      | 1       |
| 19                   | Косово               | 0      | 0      | 1      | 1       |
| 19                   | Молдова              | 0      | 0      | 1      | 1       |
| 19                   | Польща               | 0      | 0      | 1      | 1       |
| 19                   | Португалія           | 0      | 0      | 1      | 1       |
| 19                   | Україна              | 0      | 0      | 1      | 1       |
| Загалом (25 збірних) | Загалом (25 збірних) | 14     | 14     | 28     | 56      |

## Змагання

### Чоловіки
| Змагання     | Золото                     | Срібло                      | Бронза                  |
| ------------ | -------------------------- | --------------------------- | ----------------------- |
| До 60 кг     | Наохіса Такато (JPN)       | Енхтайваний Аріунболд (MGL) | Єлдос Сметов (KAZ)      |
| До 60 кг     | Наохіса Такато (JPN)       | Енхтайваний Аріунболд (MGL) | Ян Юнвей (TPE)          |
| До 66 кг     | Хіфумі Абе (JPN)           | Йошіро Маруяма (JPN)        | Ан Ба Ул (KOR)          |
| До 66 кг     | Хіфумі Абе (JPN)           | Йошіро Маруяма (JPN)        | Денис Вієру (MDA)       |
| До 73 кг     | Цендочір Цогтбаатар (MGL)  | Соїчі Хашімото (JPN)        | Даніель Карнін (BRA)    |
| До 73 кг     | Цендочір Цогтбаатар (MGL)  | Соїчі Хашімото (JPN)        | Хідаят Гейдаров (AZE)   |
| До 81 кг     | Тато Грігалашвілі (GEO)    | Маттіас Кассе (BEL)         | Таканорі Нагасе (JPN)   |
| До 81 кг     | Тато Грігалашвілі (GEO)    | Маттіас Кассе (BEL)         | Шаміль Борхашвілі (AUT) |
| До 90 кг     | Давлат Бобонов (UZB)       | Крістіан Парлаті (ITA)      | Лука Майсурадзе (GEO)   |
| До 90 кг     | Давлат Бобонов (UZB)       | Крістіан Парлаті (ITA)      | Лаша Бекаурі (GEO)      |
| До 100 кг    | Музаффарбек Туробоєв (UZB) | Кайл Рейєс (CAN)            | Міхаель Коррел (NED)    |
| До 100 кг    | Музаффарбек Туробоєв (UZB) | Кайл Рейєс (CAN)            | Зелім Коцоєв (AZE)      |
| Понад 100 кг | Енді Гранда (CUB)          | Тацуру Сайто (JPN)          | Гурам Тушішвілі (GEO)   |
| Понад 100 кг | Енді Гранда (CUB)          | Тацуру Сайто (JPN)          | Кім Мін Чжон (KOR)      |

### Жінки
| Змагання    | Золото                | Срібло                      | Бронза                          |
| ----------- | --------------------- | --------------------------- | ------------------------------- |
| До 48 кг    | Нацумі Цунода (JPN)   | Катаріна Менц (GER)         | Ассунта Скутто (ITA)            |
| До 48 кг    | Нацумі Цунода (JPN)   | Катаріна Менц (GER)         | Абіба Абужакинова (KAZ)         |
| До 52 кг    | Ута Абе (JPN)         | Челсі Джайлс (GBR)          | Дістрія Краснічі (KOS)          |
| До 52 кг    | Ута Абе (JPN)         | Челсі Джайлс (GBR)          | Амандін Бюшар (FRA)             |
| До 57 кг    | Рафаела Сілва (BRA)   | Харука Фунакубо (JPN)       | Джессіка Клімкейт (CAN)         |
| До 57 кг    | Рафаела Сілва (BRA)   | Харука Фунакубо (JPN)       | Лхагватогоогійн Енхріілен (MGL) |
| До 63 кг    | Меґумі Хорікава (JPN) | Катерін Бошемен-Пінар (CAN) | Манон Декете (FRA)              |
| До 63 кг    | Меґумі Хорікава (JPN) | Катерін Бошемен-Пінар (CAN) | Барбара Тімо (POR)              |
| До 70 кг    | Барбара Матич (CRO)   | Лара Чвейтко (CRO)          | Сакі Ніїзое (JPN)               |
| До 70 кг    | Барбара Матич (CRO)   | Лара Чвейтко (CRO)          | Санне ван Дейк (NED)            |
| До 78 кг    | Майра Агіар (BRA)     | Ма Чженьчжао (CHN)          | Єлизавета Литвиненко (UKR)      |
| До 78 кг    | Майра Агіар (BRA)     | Ма Чженьчжао (CHN)          | Беата Пакут (POL)               |
| Понад 78 кг | Романа Дікко (FRA)    | Беатріс Соуза (BRA)         | Вакаба Томіта (JPN)             |
| Понад 78 кг | Романа Дікко (FRA)    | Беатріс Соуза (BRA)         | Джулія Толофуа (FRA)            |

### Змішана команда
| Змагання | Золото | Срібло | Бронза |
| -------- | --- | --- | --- |
| Команда  | Японія Харука Фунакубо Кенші Харада Соїчі Хашімото Меґумі Хорікава Косуке Машіяма Сакі Ніїзое Хьога Ота Тацуру Сайто Гокі Таджіма Руті Такахаші Момо Тамаокі Вакаба Томіта | Франція Бенджамін Аксус Амандін Бюшар Сара-Леоні Сізік Романа Дікко Жоан-Бенжамен Габа Марі-Їв Гайє Кенні Лівезе Алексіс Матьє Алекса Мітрович Марго Піно Йозеф Терек Джулія Толофуа | |
| Команда  | Японія Харука Фунакубо Кенші Харада Соїчі Хашімото Меґумі Хорікава Косуке Машіяма Сакі Ніїзое Хьога Ота Тацуру Сайто Гокі Таджіма Руті Такахаші Момо Тамаокі Вакаба Томіта | Франція Бенджамін Аксус Амандін Бюшар Сара-Леоні Сізік Романа Дікко Жоан-Бенжамен Габа Марі-Їв Гайє Кенні Лівезе Алексіс Матьє Алекса Мітрович Марго Піно Йозеф Терек Джулія Толофуа | Німеччина Аліна Бехм Міріам Буткерайт Йоганнес Фрей Александр Габлер Сара Мекелбург Домінік Рессель Йонас Шрейбер Полін Штарк Едуард Тріппель Анна-Марія Вагнер Ігор Вандтке Яна Зіглер Ізраїль Таль Флікер Майя Гошен Гуй Гуревич Раз Гершко Серафім Компеньєс Інбар Ланір Ідо Левін Сагі Мукі Тімна Нельсон-Леві Петер Пальчик Гефен Прімо Гілі Шарір |